# Gnathobracon tremblayi
Gnathobracon tremblayi är en stekelart som beskrevs av Donald L.J. Quicke och Trevor Huddleston 1991. Gnathobracon tremblayi ingår i släktet Gnathobracon och familjen bracksteklar. Inga underarter finns listade i Catalogue of Life.